# 멀꿀
멀꿀(Stauntonia hexaphylla)은 한국·일본·타이완 등에 분포하는 상록 활엽덩굴이며, 잎은 어긋나며 3-7장의 작은잎으로 된 손바닥모양의 겹잎이다. 작은잎은 타원꼴 또는 거꿀달걀꼴이다. 봄에 총상꽃차례로 흰색의 꽃이 핀다. 암꽃과 수꽃이 같은 나무에 따로따로 핀다. 꽃받침조각은 6장이고 꽃잎은 없으며, 수꽃에는 6개의 수술이 꽃실 부분에 붙어 있다. 그 안쪽에 퇴화한 암술이 3개 있다. 암꽃에는 3개의 암술이 있고 그 바깥쪽에 퇴화한 수술이 있다. 암술에는 많은 밑씨가 들어 있다. 열매는 홍자색으로 익는데 으름덩굴처럼 열리지 않는다. 열매는 식용하고 줄기나 뿌리에는 스타운토닌이 함유되어 있어 강심제·이뇨제로 이용된다.